# ミクチャ
ミクチャは、株式会社DONUTSが運営するライブ配信ストリーミング、動画共有コミュニティサイト、日本製のSNS（ソーシャル・ネットワーキング・サービス）である。創設者は西村啓成（株式会社DONUTS代表取締役社長）である。2013年12月に開始した。旧名称又は海外版の名義はMixChannel（ミックスチャンネル）。

## システム
TwitterやFacebookと同様のSNSであり、動画共有コミュニティとしてサービスが始まった。現在は、コメントや投げ銭機能付きのライブ配信、動画投稿等が行える。ブログ機能はなく、動画の投稿に当たっては10秒以下または3MB以下と言う制限がある。スマートフォンアプリでは動画の編集機能があり、手持ちの動画や画像を組み合わせて動画作成、投稿できる。
ファン
Twitterのフォローにあたる。ファンになったユーザーの投稿通知が届くほか、動画公開をファン限定にすることもできる。
Like
投稿動画に対する評価を示す。TwitterやFacebookの「いいね」にあたる。
リンク
動画を紐付けする機能。動画をリメイクしたりアフレコしたりするのに使われ、ユーザーにとっては自分の動画の影響を実感できるツールとなっている。

## 特徴
DONUTSの発表によると、2016年9月までに、アプリダウンロード数は550万、月間訪問者数は400万人を超えている。またユーザーの8割以上が中高生で、8割は女性である。ユーザー層の中心は女子中高生であり、若年層の文化・流行が絶えず生成される場となっている。例えば2016年秋に世界的流行を見せたピコ太郎のPPAPは、はじめTwitterとMixChannelにおいて「やってみた」動画の投稿が相次ぎ、拡散されていき、これが流行のきっかけとなった。
投稿される動画は、「LOVE」「ツインズ」「おもしろ」「顔出し」「うた」などのカテゴリーに分けられる。なかでも「LOVE」のカップル動画の投稿が最も多く（2015年3月現在）、ためらいなくさらけ出されるカップルの姿が、MixChannelを使わない世代には衝撃を与える。
「双子ダンス」動画で人気を集めCDデビューしたまこみなのように、MixChannelを通じて人気を集める者もいる。PPAPブームでは、人気ユーザーであるりかりこ、渡辺リサらの動画投稿がブームに火をつけた。
アプリ内でイベントが活発に開かれており、ドラマ・アニメ・ラジオ等の番組出演権や、MODECON（配信審査によるモデルコンテストとしては日本最大級）等の各種オーディション（例：向日葵プリンセス）が行われている。神戸コレクションの出演権に関するオーディションも開催された。
2017年3月より、iOS版で先行して全ユーザーにLIVE配信機能の提供を開始。
2020年より、サービスの名称が「MixChannel」から「ミクチャ」に変更となった。
DONUTSと2021年7月30日に資本業務提携を締結したラジオ大阪との初のコラボレーション企画として、同年11月23日（勤労感謝の日）に同局の長時間特別番組『OBCふれあいラジオ～夢を語ろう!～』と連動した「ライブ配信・ふれあい控室」を本サービスで実施。ラジオ大阪でレギュラー番組を担当しているパーソナリティが、『OBCふれあいラジオ』への出演後に同局内の控室でトークやゲームを興じる動画を配信した。
ラジオ大阪とDONUTSが初めて手掛ける共同事業として、2022年4月4日より東京都内の「ミクチャスタジオ」から生放送される平日夜間のワイド番組『サクラバシ919』を、ラジオ大阪での放送と同時に本サービスでの映像配信を実施する。
2022年7月から『ミクチャ×ラジオ大阪　若手芸人冠番組争奪戦』を放送開始。

## 受賞歴
- Google Playベストアプリ2014受賞